# Epirhyssa sarawakensis
Epirhyssa sarawakensis là một loài tò vò trong họ Ichneumonidae.